# Wikichicos

Un logo propuesto para Wikichicos.

Wikichicos es un proyecto de Wikimedia, alojado en Wikilibros. Fue iniciado a petición de la Beck Foundation, que solicitó el desarrollo de material educativo con temas de interés para los niños.

## Proyecto
La idea es proporcionar libros impresos en color con un contenido adaptado y verificado para la audiencia infantil. También tendrá su par en línea. Se está discutiendo mejorar el nombre si fuera posible (su título en inglés es Wikijunior) y crear un logotipo que represente el proyecto. Además se propuso realizar una distribución mundial a un precio accesible para los niños, comenzando por la serie en idioma inglés y luego por otros idiomas.